# Bataille de Rocourt
Guerre de Succession d'Autriche
Batailles
- Mollwitz (04-1741)
- Chotusitz (05-1742)
- Sahay (05-1742)
- Prague (06/12-1742)
- Dettingen (06-1743)
- Cap Sicié (02-1744)
- 19 mai 1744
- Menin (05/06-1744)
- Ypres (06-1744)
- Furnes (07-1744)
- Fribourg (11-1744)
- Tournai (04/06-1745)
- Pfaffenhofen (04-1745)
- Fontenoy (05-1745)
- Hohenfriedberg (06-1745)
- Melle (07-1745)
- Gand (07-1745)
- Bruges (07-1745)
- Audenarde (07-1745)
- Termonde (08-1745)
- Ostende (08-1745)
- Nieuport (08/09-1745)
- Ath (09/10-1745)
- Soor (09-1745)
- Hennersdorf (11-1745)
- Kesselsdorf (12-1745)
- Culloden (04-1746)
- Mons (06/07-1746)
- Bruxelles (01/02-1746)
- Namur (09-1746)
- Charleroi (07/08-1746)
- Lorient (09/10-1746)
- Rocourt (10-1746)
- Cap Finisterre (1er) (05-1747)
- Lauffeld (07-1747)
- Bergen-op-Zoom (07/09-1747)
- Cap Finisterre (2e) (10-1747)
- Saint-Louis-du-Sud (03-1748)
- 18 mars 1748
- Maastricht (04/05-1748)

Campagnes italiennes
- Combat de Saint-Tropez (06-1742)
- Camposanto (02-1743)
- Villafranca (04-1744)
- Casteldelfino (07-1744)
- Velletri (08-1744)
- Madonne de l'Olmo (09-1744)
- Bassignana (09-1745)
- Josseau (10-1745)
- Plaisance (06-1746)
- Tidone (08-1746)
- Rottofreddo (08-1746)
- Gênes (1er) (12-1746)
- Gênes (2e) (07-1747)
- Assietta (07-1747)

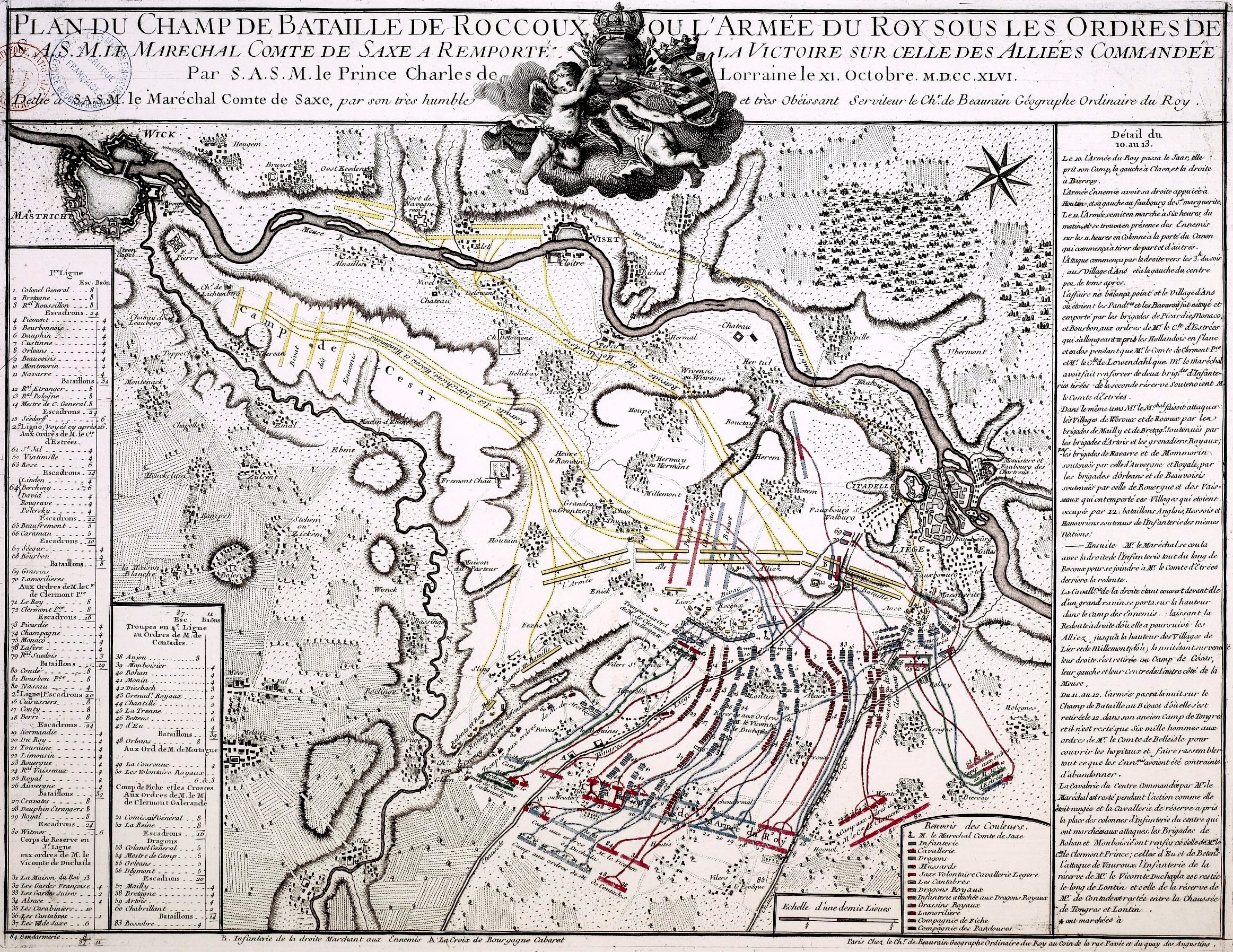
Plan du champ de bataille de Roccoux le 11 octobre 1746.

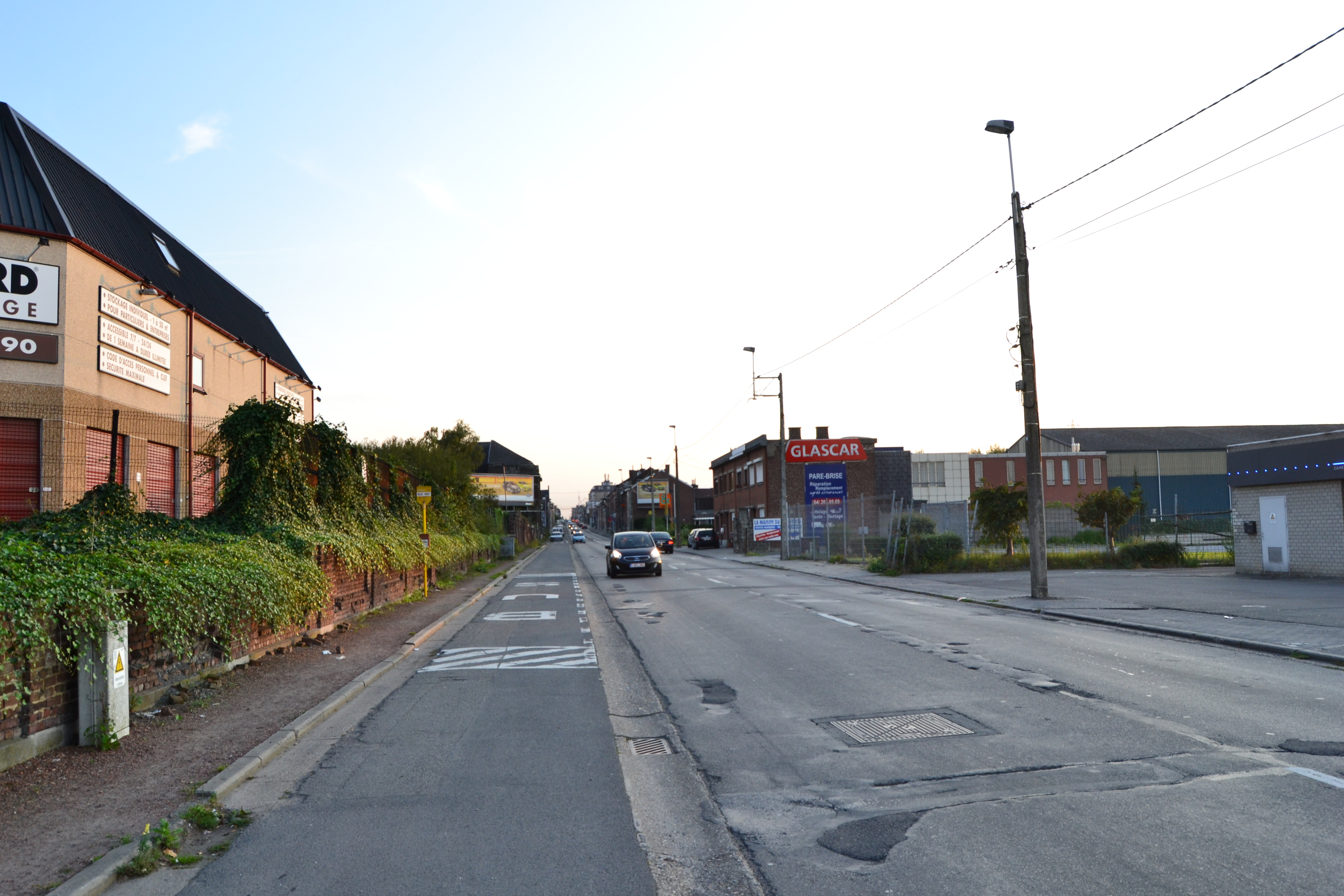
La rue des Français, entre Ans et Rocourt, lieu principal d'affrontement à l'époque.

La bataille de Rocourt, parfois orthographié Roccoux, Raucoux ou Roucoux, oppose les armées française et autrichienne le 11 octobre 1746, à Rocourt sur les hauteurs nord de Liège, dans l'actuelle Belgique, pendant la guerre de Succession d'Autriche. 
La victoire tactique française ne peut cependant être transformée immédiatement en victoire stratégique en raison de l'approche de l'hiver. 

## Contexte
La France déclare la guerre à l'Autriche au début de l'année 1744 et est victorieuse l'année suivante à la bataille de Fontenoy au prix de pertes élevées. La France aide une invasion en Écosse, ce qui oblige les Britanniques à alléger leur corps expéditionnaire aux Pays-Bas, et l'Armée impériale autrichienne s'en trouve temporairement affaiblie.
Cherchant à exploiter au maximum cette circonstance, le maréchal Maurice de Saxe, commandant les forces françaises, décide en 1746 de reprendre l'invasion des Flandres et s'empare de Bruxelles, d'Anvers, de Namur et de Charleroi. Son armée, forte de 60 000 hommes, surpasse numériquement celle de son ennemi, Charles-Alexandre de Lorraine, qui ne peut plus lui opposer que 40 000 hommes.

## Forces françaises
- Fusiliers de La Morlière
- Régiment d'Aunis
- Régiment d'Auvergne
- Régiment de Bigorre
- Régiment de Bresse
- Régiment de Cambrésis
- Régiment de Clare
- Régiment de Dauphiné
- Régiment de Dillon
- Régiment d'Enghien
- Régiment de Fleury
- Régiment des Gardes françaises
- Régiment de Gondrin
- Régiment de Guise
- Régiment de La Marck
- Régiment de Limousin
- Régiment de Lorraine
- Régiment de Mailly
- Régiment de Monaco
- Régiment de Montboissier
- Régiment de Montmorin
- Régiment de Nassau-Saarbrück
- Régiment de Navarre
- Régiment de Nice
- régiment de Nivernois
- Régiment de Picardie
- Régiment de Rohan-Rochefort
- Régiment de Rouergue
- Régiment de La Tour d'Auvergne
- régiment de Vexin
- Régiment de Wittmer

- Carabiniers à cheval
- Régiment de Berchény hussards
- Régiment de Berry cavalerie
- Régiment de Beausobre hussards
- Régiment Colonel-Général dragons
- Régiment Mestre de Camp Général cavalerie
- Régiment de Polleretzky hussards

## Déroulement de la bataille

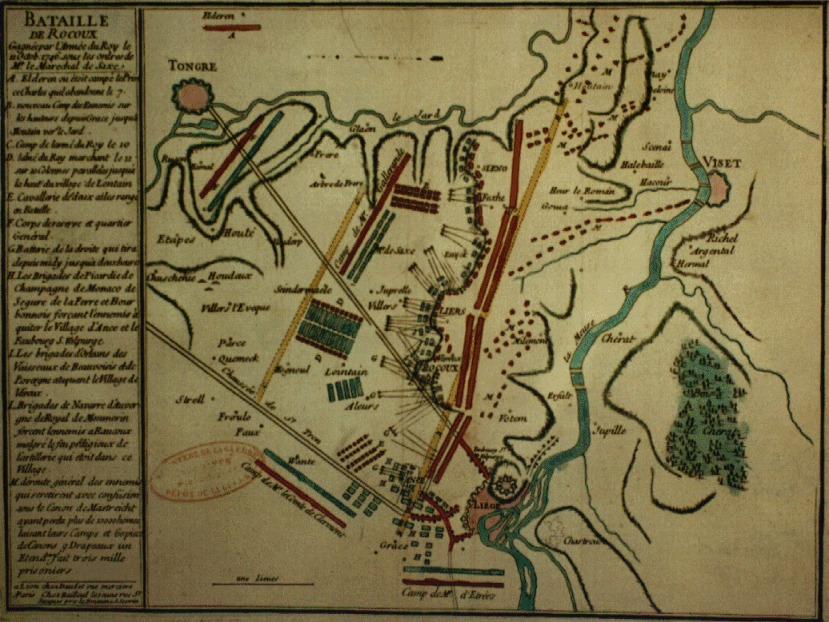
Cartographie de la bataille de Rocourt

L'armée française est commandée par le maréchal de Saxe et celle des alliés par Charles-Alexandre de Lorraine et John Ligonier. 
Les alliés, pour empêcher l'invasion des Provinces-Unies par les Français, avaient pris position près de Liège avec les Néerlandais, sous les ordres de Charles Auguste de Waldeck, sur la gauche, les Britanniques au centre et les Autrichiens tenant la droite sur un front nord-sud d'une quinzaine de kilomètres s'étalant d'Ans (dont le centre se situe à l'époque non sur le plateau autour de la gare d'Ans mais à mi-chemin avec Liège, au niveau de la place Nicolaï) au village de Glons. 
Le maréchal de Saxe lance son attaque principale contre les Néerlandais, au niveau du bocage entre Ans et Rocourt (la route reliant les deux localités s'appelle actuellement la rue des Français), puis Vouroux, qui sont en effectifs grandement inférieurs en nombre aux Français, et rompit leur formation au troisième assaut, les forçant à se replier derrière les lignes britanniques. Les Autrichiens ne prennent aucune part aux combats et ne font aucune tentative pour attaquer le flanc gauche français. Ligonier organise une arrière-garde pour permettre au reste de l'armée de se replier en bon ordre. Celle-ci évacue par le faubourg Sainte-Walburge, sur les hauteurs de Liège au pied de la citadelle de la ville, et passe la Meuse au niveau de Herstal.  
La victoire des Français permit de confirmer leur influence sur Liège et met fin au contrôle de l'Autriche sur les Pays-Bas pour le reste de la guerre.
Étant donné la date, les deux camps se préparent alors à l'hivernage. Les Français se replient sur les villes brabançonnes, et les Alliés restent, malgré leur défaite, à charge de la principauté de Liège, qui s'accommode tant bien que mal de cette présence embarrassante. Le pays est en effet un État neutre malgré sa préférence pour le camp français. Le prince-évêque, Jean-Théodore de Bavière, frère du défunt empereur Charles VII, fait tenir les comptes de cette présence et les présente lors de la conclusion du traité d'Aix-la-Chapelle.
Sur le terrain, les traces de la bataille restent rares de nos jours puisque sur ces terres accueillent essentiellement habitat et zones commerciales en banlieue nord de Liège.

## La bataille de 1944
Une autre bataille, de moindre importance, est connue sous le nom de bataille de Rocourt. Elle se déroule le 7 septembre 1944, à l'occasion de la retraite allemande. Une colonne de neuf chars allemands est attaquée par trois chars et un half-track américains, et un seul blindé allemand parvient à s'enfuir.

### Sources et bibliographie
- (en) Reed Browning, The War of the Austrian Succession, New York, St. Martin's Press, 1993, 445 p. (ISBN 0-312-12561-5).
- (en) David Chandler, The Art of Warfare in the Age of Marlborough, Spellmount Limited, 1990 (ISBN 0-946771-42-1).
- (en) Francis Henry Skrine, Fontenoy and Great Britain's Share in the War of the Austrian Succession 1741-48, Londres, Edinburgh, 1906.
- Edward Cust, Annals of the War of the eigteenth century, vol. 2 (1739-1759), Londres, 1862, p. 104 – 105.
- Jean Bérenger et Jean Meyer, La France dans le monde au XVIIIe siècle, Paris, SEDES, coll. « Regards sur l'Histoire », 1993, 380 p. (ISBN 2-7181-3814-9)
- Garnier Jacques (dir.), Dictionnaire Perrin des guerres et des batailles de l'histoire de France, Paris, éditions Perrin, 2004, 906 p. (ISBN 2-262-00829-9)
- Lucien Bély, Les relations internationales en Europe au XVIIe – XVIIIe siècle, Paris, Presses universitaires de France, coll. « Thémis », 1992, 731 p. (ISBN 2-13-044355-9)
- André Zysberg, La monarchie des Lumières : 1715-1786, Paris, Éditions du Seuil, coll. « Points Histoire », 2002, 552 p. (ISBN 2-02-019886-X)
- Michel Antoine, Louis XV, Paris, éditions Hachette, coll. « Pluriel », 1989, 1052 p. (ISBN 2-01-017818-1)

### Liens externes

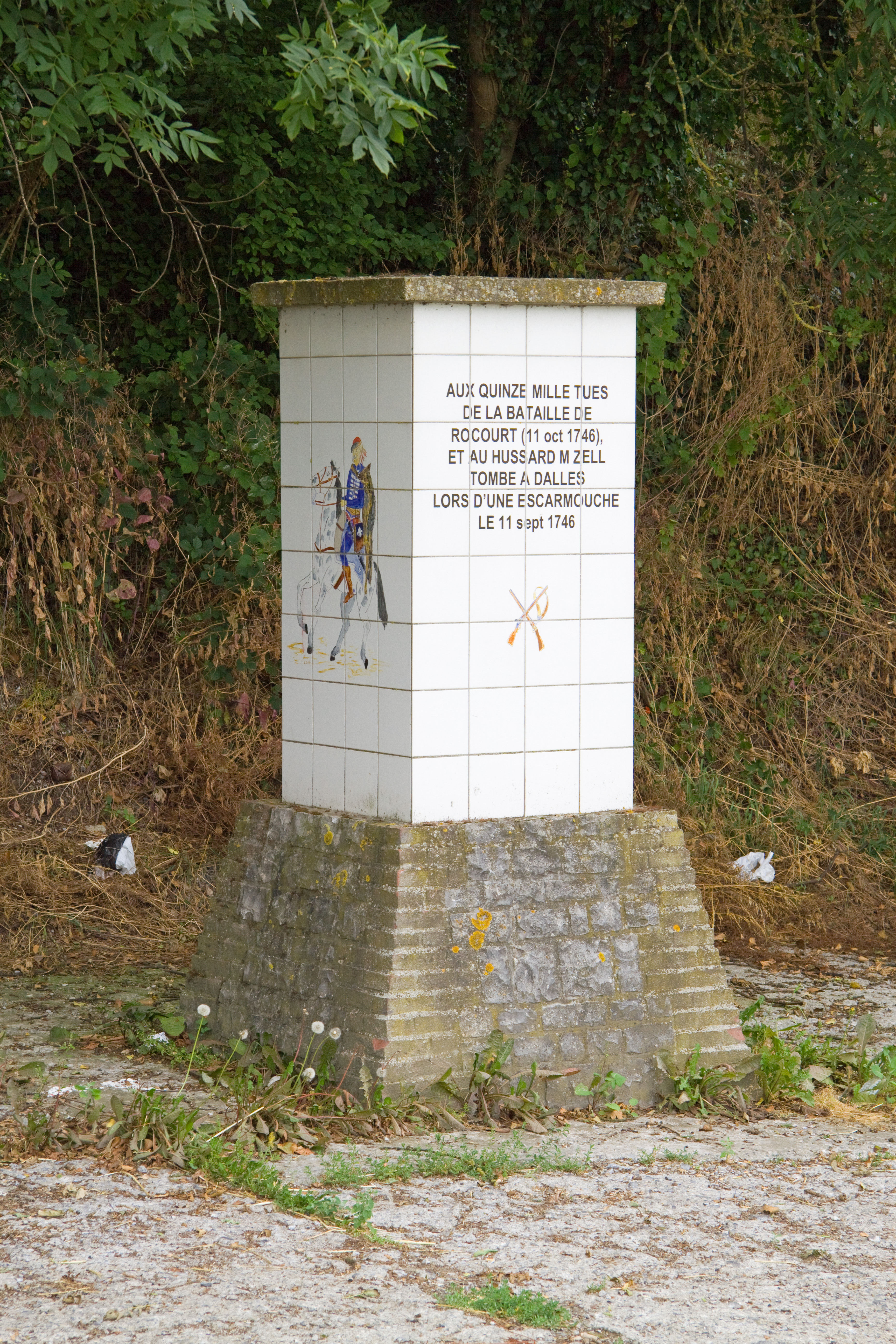
Mémorial route provinciale entre Glons et Slins.